# キムスゲーム
キムス・ゲーム（英: Kim's Game）、またはキムズ・ゲームは、観察力と記憶力を鍛え、競うためのゲームである。
このゲームの名前はラドヤード・キップリングの小説「少年キム」（1901年）の主人公の名前に由来する。

## ルール
ボーイスカウト運動の創始者であるロバート・ベーデン＝パウエル卿の著書「スカウティング・ゲームズ(Scouting Games)」には、このゲームについて次のように解説されている。
1. スカウトマスターは、トレイの上に15個未満[3]の様々な物品（ナイフ、スプーン、鉛筆、ペン、小石、本など）を集め、布などで覆って見えないようにしておく。
2. ゲームの参加者を、トレイがよく見えるような位置に座らせる。
3. スタートの合図と同時に覆いをはずし、参加者にトレイの上の様々な物品を1分間観察させる。
4. 1分が過ぎたら再び覆いをかぶせ、参加者たちそれぞれに「トレイの上にどんな物品があったか」について、覚えているかぎり紙に書き出させる（もしくは、スカウトマスターのところに順番に来させ、どんな物品があったかについてささやかせる）。
5. 最もたくさんの物品を覚えていた者がゲームの勝者となる。

また、もっと多くの物品を用意し、そのうちの何個を覚えていればクリア、もしくは最も多くの物品を記憶していたものが勝者、というゲームとして行われることもある。